# Kanton Wolfhagen
Der Kanton Wolfhagen war eine Verwaltungseinheit im Distrikt Kassel des Departements der Fulda im napoleonischen Königreich Westphalen. Hauptort des Kantons und Sitz des Friedensgerichts war die Stadt Wolfhagen im heutigen Landkreis Kassel. Der Kanton umfasste 12 Dörfer und Weiler und eine Stadt, hatte 5.281 Einwohner und eine Fläche von 2,35 Quadratmeilen.
Zum Kanton gehörten die Kommunen:
- Wolfhagen, mit Elmarshausen, Philippinendorf, Philippinenburg und Philippinenthal
- Bründersen
- Ehringen
- Ippinghausen, mit Leckringhausen
- Istha und Mollenhof
- Niederelsungen
- Nothfelden
- Viesebeck